# Filtracja (matematyka)
Filtracja – rodzina podstruktur (np. podzbiorów, podciągów, podgrup itp.) pewnej ustalonej struktury (zbioru, ciągu, grupy, itd.), indeksowana z wykorzystaniem uporządkowanego liniowo zbioru indeksów, w której podstruktury o dalszych (większych) indeksach zawierają te o wcześniejszych (mniejszych). 
Ścisła definicja zależy od kontekstu i dziedziny matematyki, w której pojęcie to jest rozważane; zawsze jednak podstruktury tworzą łańcuch. Pojęcie filtracji znajduje zastosowanie między innymi w teorii miary i teorii prawdopodobieństwa oraz w algebrze (topologii algebraicznej).
Niekiedy rozszerza się pojęcie filtracji na filtracje nierosnące, o odwrotnym kierunku, to znaczy takie, w których podstruktury o dalszych (większych) indeksach są zawarte w tych o wcześniejszych (mniejszych) indeksach. W takiej sytuacji filtracja zdefiniowana w pierwszym akapicie nazywana jest niemalejącą.
Za przykład niemalejącej filtracji może posłużyć rodzina ciągów Fareya, w której ciąg rzędu {\displaystyle k} zawiera wszystkie elementy ciągu {\displaystyle k-1}:
{\displaystyle {\mathcal {F}}_{1}=\left({\frac {0}{1}},{\frac {1}{1}}\right)};
{\displaystyle {\mathcal {F}}_{2}=\left({\frac {0}{1}},{\frac {1}{2}},{\frac {1}{1}}\right)};
{\displaystyle {\mathcal {F}}_{3}=\left({\frac {0}{1}},{\frac {1}{3}},{\frac {1}{2}},{\frac {2}{3}},{\frac {1}{1}}\right)};
{\displaystyle {\mathcal {F}}_{4}=\left({\frac {0}{1}},{\frac {1}{4}},{\frac {1}{3}},{\frac {1}{2}},{\frac {2}{3}},{\frac {3}{4}},{\frac {1}{1}}\right)};
{\displaystyle {\mathcal {F}}_{5}=\left({\frac {0}{1}},{\frac {1}{5}},{\frac {1}{4}},{\frac {1}{3}},{\frac {2}{5}},{\frac {1}{2}},{\frac {3}{5}},{\frac {2}{3}},{\frac {3}{4}},{\frac {4}{5}},{\frac {1}{1}}\right)}; ...

## Probabilistyka
Przedstawione definicje wykorzystywane w rachunku prawdopodobieństwa, wykorzystując pojęcia teorii miary, uogólniają się mutatis mutandis na przestrzenie mierzalne/z miarą.
Niech {\displaystyle T} oznacza pewien uporządkowany liniowo zbiór indeksów (zwykle przedział {\displaystyle [0,\infty ]}), w tym wypadku interpretowany zwykle jako czas. Filtracją przestrzeni probabilistycznej {\displaystyle (\Omega ,{\mathcal {F}},\mathbb {P} )} nazywa się niemalejącą rodzinę σ-ciał {\displaystyle ({\mathcal {F}}_{t})_{t\in T}} zawartą w {\displaystyle {\mathcal {F}},} tzn.
{\displaystyle {\mathcal {F}}_{s}\subseteq F_{t}\subseteq {\mathcal {F}}} dla {\displaystyle s\leqslant t} oraz {\displaystyle s,t\in T.}
Zdarzenia z σ-ciała {\displaystyle {\mathcal {F}}_{t}} można interpretować jako zdarzenia obserwowalne do chwili {\displaystyle t} przy czym, zgodnie z intuicją, dostępna wiedza rośnie z czasem (informacje w niej zawarte nie ulegają zmianie, ale stają się jedynie bardziej szczegółowe).
Jeśli {\displaystyle X=(X_{t})_{t\in T}} jest procesem stochastycznym, to filtracją generowaną przez {\displaystyle X} nazywa się rodzinę {\displaystyle \left({\mathcal {F}}_{t}^{X}\right)_{t\in T}} daną wzorem
{\displaystyle {\mathcal {F}}_{t}^{X}=\sigma (X_{s}\colon s\leqslant t),}
tzn. σ-ciało odpowiadające chwili {\displaystyle t} jest generowane przez zdarzenia do chwili {\displaystyle t} włącznie. Intuicyjnie filtracja zawiera wyłącznie informacje o samym procesie.
Proces {\displaystyle X=(X_{t})_{t\in T}} jest zgodny z filtracją lub adaptowany do filtracji {\displaystyle ({\mathcal {F}}_{t})_{t\in T}}, gdy dla wszystkich {\displaystyle t\in T} zmienna losowa {\displaystyle X_{t}} jest mierzalna względem {\displaystyle {\mathcal {F}}_{t}.} Sam proces {\displaystyle X} jest zgodny z {\displaystyle ({\mathcal {F}}_{t})_{t\in T}} wtedy i tylko wtedy, gdy {\displaystyle {\mathcal {F}}_{t}^{X}\subseteq {\mathcal {F}}_{t}} dla {\displaystyle t\in T.} Oznacza to, że proces jest zgodny z filtracją, gdy w danym momencie zawiera ona wszystkie informacje o przebiegu procesu (choć może zawierać też dodatkowe). W szczególności każdy proces jest zgodny z generowaną przez siebie filtracją.
Niech {\displaystyle {\mathcal {F}}_{t+}:=\bigcap \nolimits _{s>t}{\mathcal {F}}_{s}.} Filtracja {\displaystyle {\mathcal {F}}} spełnia warunki zwykłe, gdy jest
- prawostronnie ciągła: dla każdego {\displaystyle t\in T} zachodzi równość {\displaystyle {\mathcal {F}}_{t}={\mathcal {F}}_{t+}}

oraz
- zupełna: dla dowolnego {\displaystyle t\in T} przestrzeń probabilistyczna {\displaystyle (\Omega ,{\mathcal {F}}_{t},\mathbb {P} )} jest zupełna, tj. prawdopodobieństwo {\displaystyle \mathbb {P} } jest miarą zupełną w {\displaystyle (\Omega ,{\mathcal {F}}_{t})}[c].

## Algebra
Filtracją grupy {\displaystyle G} nazywa się niemalejący (względem zawierania) ciąg jej podgrup, tzn.
{\displaystyle G_{i+1}\leqslant G_{i}\qquad (i\in I\subseteq \mathbb {N} ),}
zwykle nazywa się ją ciągiem podgrup tej grupy. Jeśli każda podgrupa jest normalna w kolejnej,
{\displaystyle G_{i+1}\trianglelefteq G_{i}\qquad (i\in I\subseteq \mathbb {N} ),}
to ciąg nazywa się ciągiem normalnym (podobnie gdy każda podgrupa jest charakterystyczna w kolejnej ciąg nazywa się charakterystycznym itd.). Najczęściej wymaga się jednak, by wszystkie były normalne w grupie {\displaystyle G,} tj.
{\displaystyle G_{i}\trianglelefteq G\qquad (i\in I\subseteq \mathbb {N} ),}
mówi się wtedy o ciągu podnormalnym podgrup grupy {\displaystyle G.}
Definicje te przenoszą się wprost na pierścienie (ciała), moduły, czy przestrzenie liniowe; w ostatnim przypadku filtracje znane są szerzej jako flagi, w pozostałych rozpatruje się również filtracje niemalejące (przytoczone definicje dla grup są przykładami filtracji nierosnących).